# Sebastian Rejman
Sebastian Rejman, né le 13 janvier 1978, est un chanteur, acteur et animateur de télévision finlandais. Il a représenté la Finlande au Concours Eurovision de la chanson 2019 avec le DJ Darude avec le titre Look Away. Ils sont éliminés au terme de la première demi-finale, terminant en dernière position avec 23 points.